# Condado de Warrington

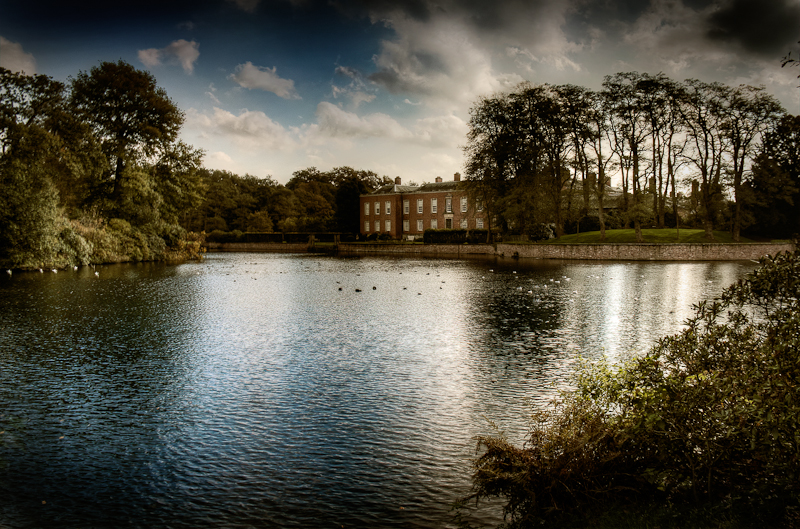
Dunham Massey en el Cheshire, sede tradicional de los condes de Warrington.

El condado de Warrington (en inglés) Earl of Warrington), título nobiliario inglés creado, el 17 de abril de 1690, por el rey Guillermo III para sir Henry Booth (más conocido Lord Delamer), político y canciller del Tesoro de Inglaterra.
Su hijo y heredero, el II conde de Warrington, coleccionista famoso de platería del siglo XVIII, murió en su mansión de Dunham Massey en Cheshire el 2 de agosto de 1758, y fue enterrado en la capilla familia de Booth en la iglesia de Bowdon.
Lady Mary Booth, heredera de dominios ancestrales, se casó con Harry Grey, IV conde de Stamford: su hiyo mayor, George Booth-Grey, V conde de Stamford, fue renombrado conde de Warrington, por el rey Jorge III en 1796, entonces reconocido como los condes de Stamford y Warrington.

## Condes de Warrington
- I conde: Henry Booth, II barón Delamer, III baronet. Se casó con Mary Langham, hija de Sir James Langham. Le sucedió su hijo:

- II conde: George Booth, III barón Delamer, IV baronet. Condado se extinto en 1758 por su fallecimiento.[5]

Los títulos de par y de baronet (creado 1611) fueron heredados por Nathaniel Booth, IV barón Delamer (1709 † 1770), presidente de los Comités Parlamentarios. 
Su primo, Rvdo. Sir George Booth (1724 † 1797), VI baronet, sucedió en 1770 solamente en la dignidad de baronet, quién título es ahora en dormancia.

## Bibliografía

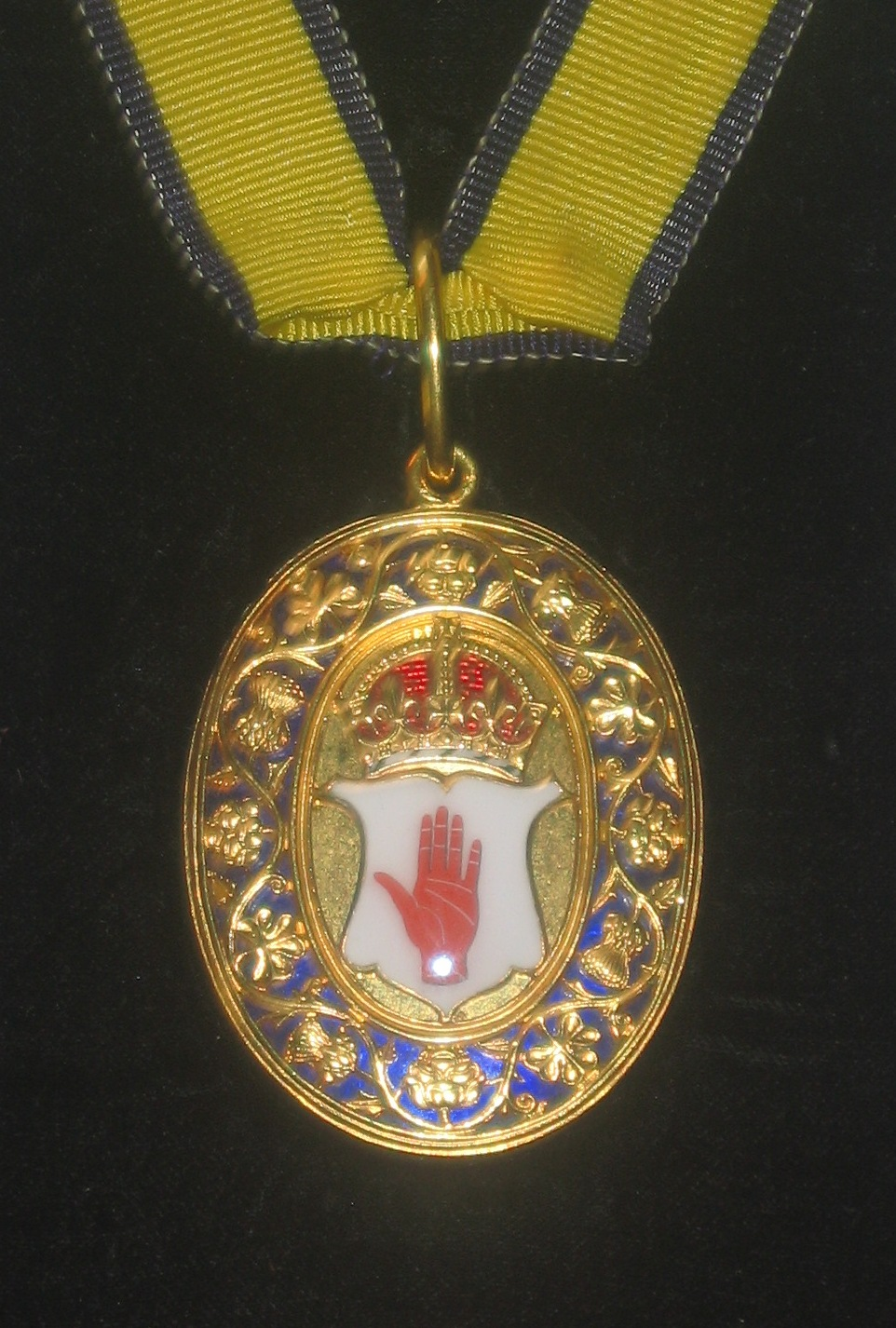
Insignia de baronet.